# Tony Vandeputte
Tony baron Vandeputte (Etterbeek, 17 januari 1946 – Sint-Lambrechts-Woluwe, 17 november 2014) was een Belgisch bestuurder, actief in raadgevende en belangen verdedigende organisaties. Van 1990 tot 2004 was hij afgevaardigd bestuurder van het Verbond van Belgische Ondernemingen (VBO). Hij was de zoon van Robert Vandeputte, gouverneur van de Nationale Bank van België en minister van Financiën.

## Biografie
Tony Vandeputte werd doctor in de rechten, baccalaureus in de wijsbegeerte, licentiaat in het notariaat en licentiaat in de economie aan de Katholieke Universiteit Leuven. Nadien behaalde hij een Master of Science in Economics aan de Universiteit van Edinburgh in het Verenigd Koninkrijk. Hij werkte aanvankelijk bij het Federaal Planbureau en de christendemocratische studiedienst CEPESS en doceerde aan de Ufsia in Antwerpen.
Hij stierf in 2014 aan pancreaskanker. Hij werd 68 jaar oud.

### Verbond van Belgische Ondernemingen
In 1980 maakte Vandeputte de overstap naar het Verbond van Belgische Ondernemingen (VBO), waar hij algemeen adviseur en directeur van het economisch departement aan de slag ging. In 1990 werd hij er afgevaardigd bestuurder. Hij nam in juni 2004 om gezondheidsredenen ontslag bij het VBO, werd opgevolgd door Rudi Thomaes en kreeg de titel van ere-afgevaardigde bestuurder.

### Andere activiteiten
Vandeputte was tot 2011 secretaris-generaal van de Internationale Kamer van Koophandel van België, die als voornaamste doel heeft het bevorderen van handel en investeringen, de openstelling van de markten en het vrij verkeer van kapitaal. Hij zetelde tevens in de regentenraad van de Nationale Bank van België.
In 2004 werd hij onafhankelijk bestuurder bij Electrabel. Sinds 2011 vertegenwoordigde hij er de vennootschap Gerimus. Hij was tevens voorzitter van Prevent, een multidisciplinair kennisinstituut gericht op de preventie van beroepsrisico's, en bestuurder van de EHSAL Management School.

## Eerbetoon
In 2004 werd hij in de erfelijke adelstand opgenomen met de persoonlijke titel van baron.